# 瓊·達利
瓊·達利（英語：Jon Daly；1983年2月8日—）是一位爱尔兰足球運動員。在場上的位置是前鋒。他現在效力於蘇格蘭足球冠軍聯賽球隊格拉斯哥流浪者足球俱樂部。他也代表愛爾蘭國家足球隊參賽。